# Општина Бучумени (Дамбовица)
Бучумени (рум. Buciumeni) општина је у Румунији у округу Дамбовица.
Oпштина се налази на надморској висини од 546 m.